# Film Booking Offices of America
Film Booking Offices of America (FBO), înregistrată ca FBO Pictures Corp., a fost un studio de film american din era filmului mut, un producător și distribuitor⁠(d) mediu de filme în mare parte cu buget redus. Afacerea a început în 1918 ca Robertson-Cole, o companie anglo-americană de import-export.